# Gazelka
Gazelka (Nanger) – rodzaj ssaków kopytnych z podrodziny antylop (Antilopinae) w obrębie rodziny wołowatych (Bovidae). 

## Rozmieszczenie geograficzne
Rodzaj obejmuje gatunki występujące w Afryce. 

## Charakterystyka
Rodzaj ten grupuje duże gazele wyróżniające się wielkością i białym lustrem (ubarwienie sierści na pośladkach). Długość ciała samic 127–153 cm, samców 134–165 cm, długość ogona 27–34 cm, wysokość w kłębie samców samic 75–110 cm, 84–118 cm; długość rogów samic 20–45 cm, samców 20–80 cm; masa ciała samic 38–67 kg, samców 46–81,5 kg.  

## Systematyka
Rodzaj zdefiniował w 1885 roku francuski zoolog Fernand Lataste w artykule zatytułowanym Wstępny katalog dzikich ssaków apelagicznych z Berberii opublikowanym na łamach Actes de la Société linnéenne de Bordeaux. Gatunkiem typowym jest (oznaczenie monotypowe) gazelka płocha (N. dama).

### Etymologia
- Dama: epitet gatunkowy 	Antilope dama Pallas, 1766; łac. dama, damma ‘daniel, antylopa, kozica’[10]. Gatunek typowy: Gray wymienił cztery gatunki – Antilope dama Pallas, 1766, Gazella mohr J.E. Gray, 1846 (= Antilope dama Pallas, 1766), Antilope ruficollis[c] C.H. Smith, 1827 i Antilope soemmerringii Cretzschmar, 1828 – z których gatunkiem typowym jest (absolutna tautonimia) Antilope dama Pallas, 1766.
- Nanger (Nanguer): nanguer, rodzima, senegalska nazwa dla gazelek[11].
- Matschiea: Georg Friedrich Paul Matschie (1862–1926), niemiecki zoolog[12]. Gatunek typowy (oznaczenie monotypowe): Gazella granti Brooke, 1872.

### Podział systematyczny
Do rodzaju należą następujące gatunki:
| Grafika | Gatunek              | Autor i rok opisu   | Nazwa zwyczajowa   | Podgatunki         | Rozmieszczenie geograficzne | Podstawowe wymiary                               | Status IUCN |
| ------- | -------------------- | ------------------- | ------------------ | ------------------ | --- | ------------------------------------------------ | ----------- |
|         | Nanger granti        | (Brooke, 1872)      | gazelka masajska   | gatunek monotypowy | Kenia (od jeziora Elmenteita w kenijskiej części Wielkich Rowów Afrykańskich na południowy wschód do Tsavo West National Park), na południowy zachód do Serengeti (północna Tanzania); zakres wysokości: 0–2500 m n.p.m. | DC: 127–153 cm DO: 27–34 cm MC: 38–81 kg         | LC          |
|         | Nanger notatus       | (O. Thomas, 1897)   |                    | gatunek monotypowy | na północ od wyżyn Kenii, rozciągających się do etiopskiej części Wielkich Rowów Afrykańskich na północy, bagien Lorian na wschodzie, na zachód do Sudanu Południowego i Ugandy                                          | brak danych                                      | NE          |
|         | Nanger petersii      | (A. Günther, 1884)  |                    | gatunek monotypowy | wybrzeże Kenii, w kierunku północnym do południowo-wschodniej Somalii | brak danych                                      | NE          |
|         | Nanger soemmerringii | (Cretzschmar, 1828) | gazelka pręgogłowa | 2 podgatunki       | północny Sudan (na wschód od rzeki Nil Biały), na wschód do Erytrei (włącznie z archipelagiem Dahlak), północna Etiopia, Dżibuti i północna Somalia; zakres wysokości: 0–1000 m n.p.m.                                   | DC: około 135 cm DO: około 27 cm MC: brak danych | VU          |
|         | Nanger dama          | (Pallas, 1766)      | gazelka płocha     | 3 podgatunki       | południowe Maroko, wschodnie Mali, południowa Algieria, Niger i Czad; być może w Sudanie na wschód od rzeki Nil, introdukowany do rezerwatu przyrody Saffia (południowe Maroko)                                          | DC: 135–165 cm DO: 28–30 cm MC: 42–74 kg         | CR          |

Kategorie IUCN:  LC  – gatunek najmniejszej troski,  VU  – gatunek narażony,  CR  – gatunek krytycznie zagrożony;  NE  – gatunki niepoddane jeszcze ocenie.